# 쿠도 슌사쿠 (배우)
쿠도 슌사쿠(일본어: 工藤俊作, 1960년 8월 28일 ~ )는 일본의 배우이다.